# Ceratostylis alata
Ceratostylis alata är en orkidéart som beskrevs av Cedric Errol Carr. Ceratostylis alata ingår i släktet Ceratostylis och familjen orkidéer. Inga underarter finns listade i Catalogue of Life.